# Gäubote
Der Gäubote ist eine Tageszeitung im Kreis Böblingen für Herrenberg und das Gäu, wobei sich das Verbreitungsgebiet auf das südliche Kreisgebiet Böblingen sowie die Gemeinde Ammerbuch im Landkreis Tübingen und teilweise die Stadt Wildberg im Landkreis Calw erstreckt. Die Zeitung erscheint im Verlag Th. Körner GmbH & Co. KG in Herrenberg. Die verkaufte Auflage beträgt 9497 Exemplare, ein Minus von 26,3 Prozent seit 1998. Der Gäubote bezieht den überregionalen Teil (Mantel) von den Stuttgarter Nachrichten.
Der Verlag der Zeitung ist als Mitglied der Gruppe Württembergischer Verleger mit 0,3175 % an der Südwestdeutsche Medien Holding (SWMH) beteiligt.
Auf der Website der Zeitung sind die aktuellen Themen mit ein oder zwei einleitenden Sätzen angerissen. Die kompletten Texte sind meist nur für registrierte Abonnenten zugänglich. Dies gilt auch für die über die Suchfunktion gefundenen älteren Artikel.
Der Gäubote kann auch als E-Paper abonniert werden.

## Auflage
Der Gäubote hat wie die meisten deutschen Tageszeitungen in den vergangenen Jahren an Auflage eingebüßt. Die verkaufte Auflage ist in den vergangenen 10 Jahren um durchschnittlich 2 % pro Jahr gesunken. Im vergangenen Jahr hat sie um 2,3 % abgenommen. Sie beträgt gegenwärtig 9497 Exemplare. Der Anteil der Abonnements an der verkauften Auflage liegt bei 91,9 Prozent.
| 1998  | 1999  | 2000  | 2001  | 2002  | 2003  | 2004  | 2005  | 2006  | 2007  | 2008  | 2009  | 2010  | 2011  | 2012  | 2013  | 2014  | 2015  | 2016  | 2017  | 2018  | 2019  | 2020  | 2021  | 2022 | 2023 | 2024 |
| ----- | ----- | ----- | ----- | ----- | ----- | ----- | ----- | ----- | ----- | ----- | ----- | ----- | ----- | ----- | ----- | ----- | ----- | ----- | ----- | ----- | ----- | ----- | ----- | ---- | ---- | ---- |
| 12889 | 12870 | 12907 | 12933 | 12835 | 12757 | 12640 | 12500 | 12372 | 12305 | 12152 | 12042 | 11924 | 11775 | 11551 | 11801 | 11607 | 11489 | 11258 | 10959 | 10670 | 10561 | 10397 | 10240 | 9967 | 9724 | 9497 |